# Bergshammars kyrka
Bergshammars kyrka är en kyrkobyggnad i Bergshammar i Strängnäs stift. Den är församlingskyrka i Kiladalens församling.

## Kyrkobyggnaden
Nuvarande kyrka byggdes på 1400-talet och ersatte en äldre träkyrka. Sakristian byggdes om 1680 och var möjligen samtida med övriga kyrkan. Ett vapenhus vis södra porten uppfördes vid okänd tidpunkt, men revs troligen vid slutet av 1700-talet. Kyrkan står kvar i så gott som ursprungligt skick, med bland annat de ursprungliga valven bevarade. De tidigare överkalkade takmålningarna med bibliska motiv togs fram 1967.
Väster om kyrkan finns en fristående klockstapel i vilken två klockor hänger. Storklockan är gjuten i Stockholm och bär årtalet 1673. Lillklockan bär årtalet 1846.

## Inventarier
- Dopfunten är från medeltiden med ett dopfat av mässing från 1950.
- Altaret i ek är skänkt till kyrkan 1956 och har ett altarkrucifix från 1800-talet.
- Predikstolen byggdes 1671 av stockholmsmästaren Lars Olsson.
- Två ljuskronor finns i kyrkan. Den främre ljuskronan skänktes till kyrkan 1670. Den bakre och större ljuskronan skänktes till kyrkan 1774.

### Orgel
- 1854 bygger Per Larsson Åkerman och Johan Lund, Stockholm en orgel med 6 stämmor.
- Den nuvarande orgeln är byggd 1957 av Grönlunds Orgelbyggeri AB, Gammelstad och är en mekanisk orgel. Fasaden är ritad 1957 av Olof Grönlund.

| Huvudverk I         | Öververk II       | Pedal         | Koppel |
| Rörflöjt 8´         | Gedackt 8´        | Subbas 16´    | I/P    |
| Principal 4´        | Spetsflöjt 4´     | Principal 8´  | II/P   |
| Nachthorngedackt 4´ | Principal 2´      | Kvintadena 2´ | II/I   |
| Waldflöjt 2´        | Nasat 1 1/3'      | Fagott 16´    |        |
| Scharf V            | Cymbel IV         | Skalmeja 4'   |        |
|                     | Dulcian 8'        |               |        |
|                     | Tremulant         |               |        |
|                     | Crescendosvällare |               |        |

#### Diskografi
- Klanger från fyra sekel : orglar i Strängnäs stift / Melin, Markus, orgel. CD. Svenska kyrkan. Nummer saknas. 2011.

## Bildgalleri

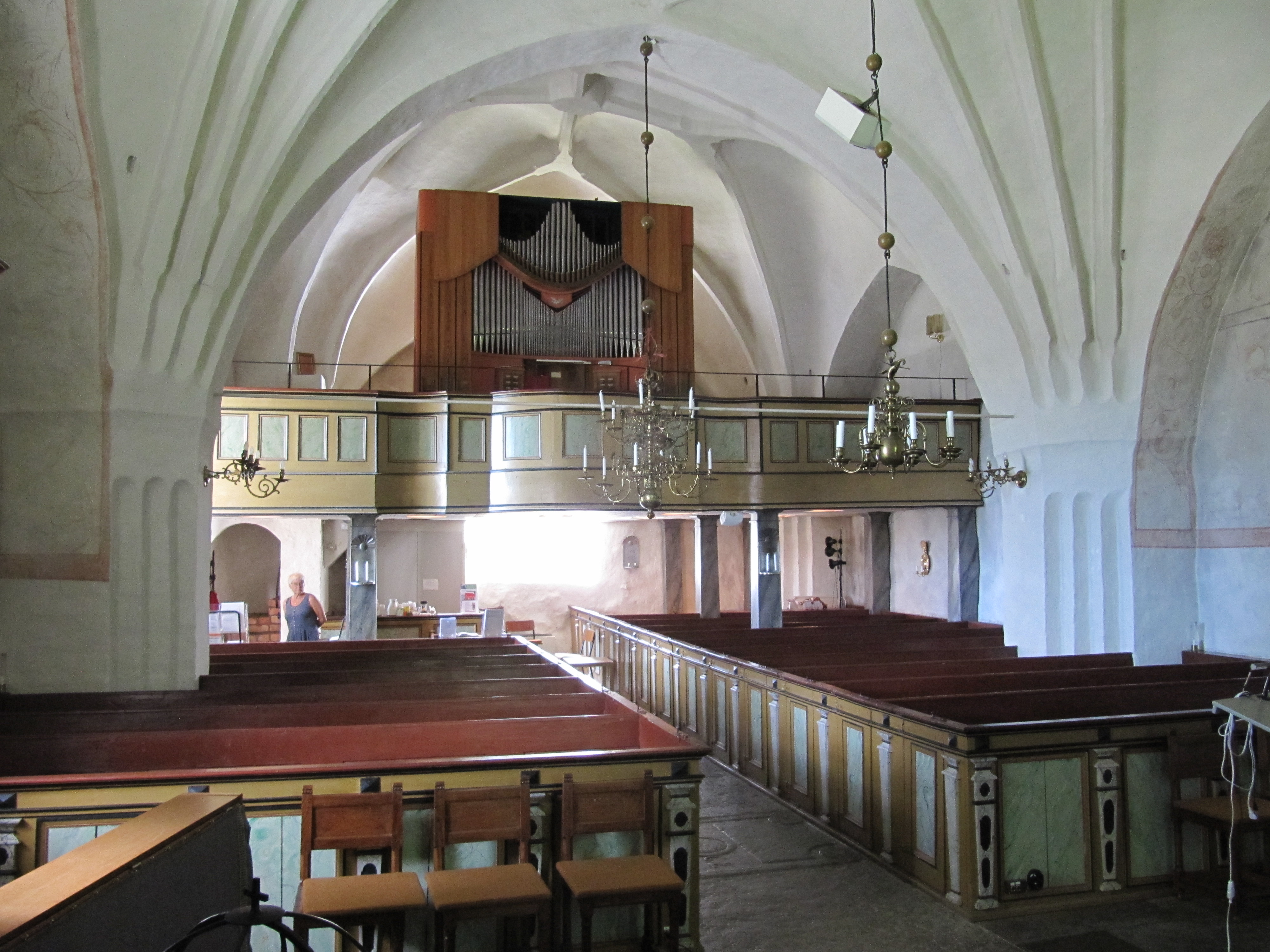
Kyrkorum mot väster
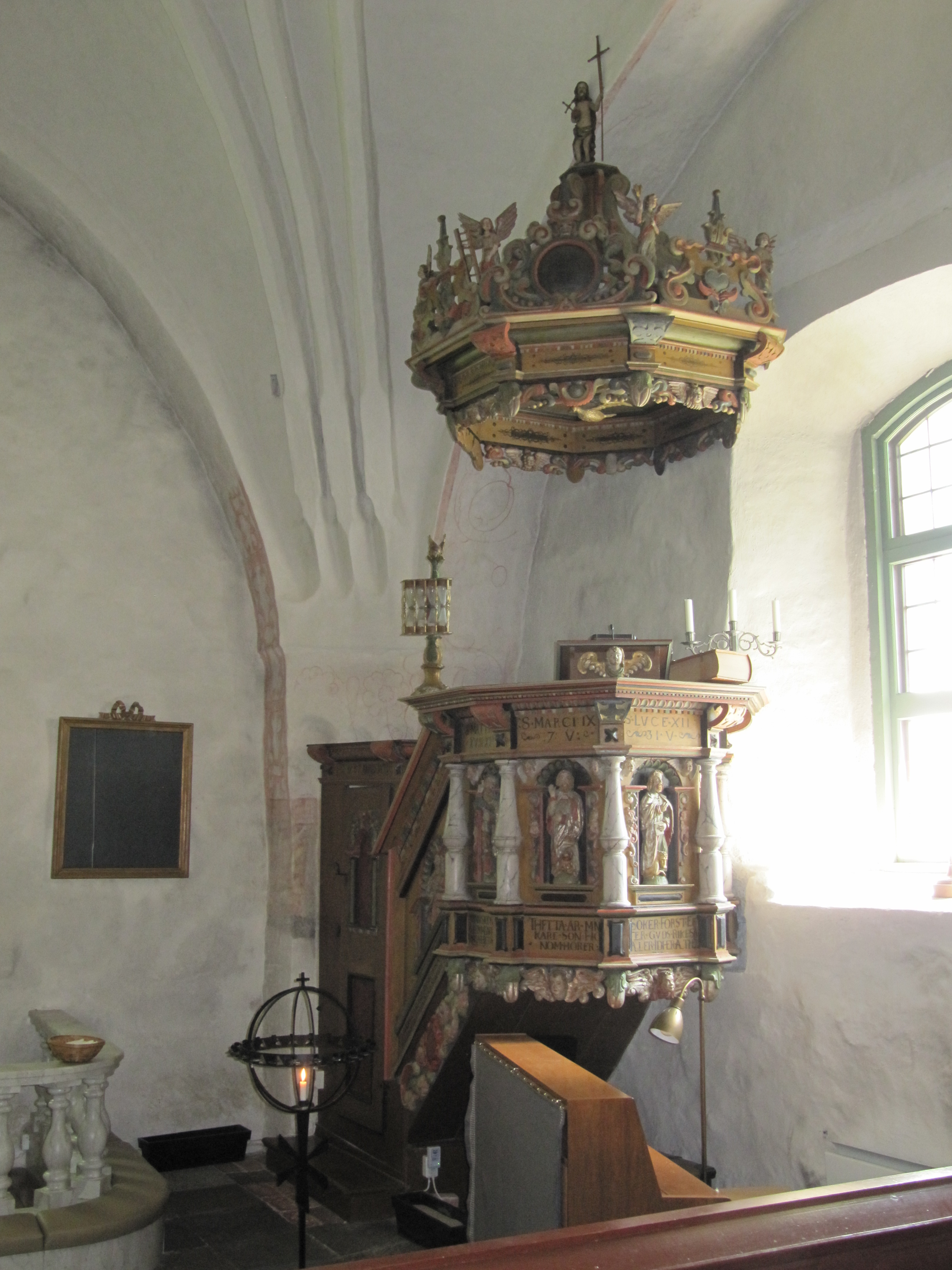
Predikstol
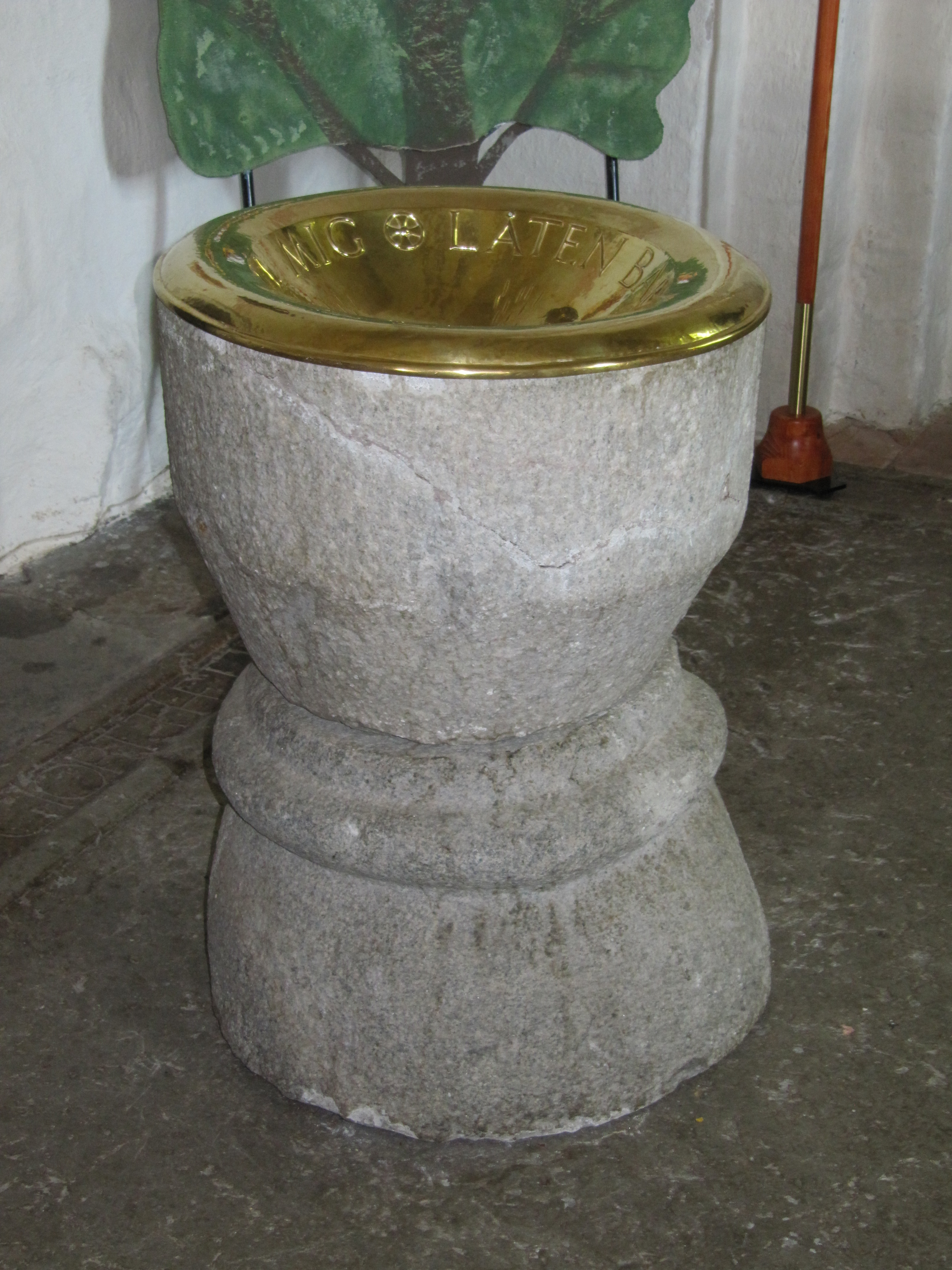
Dopfunt
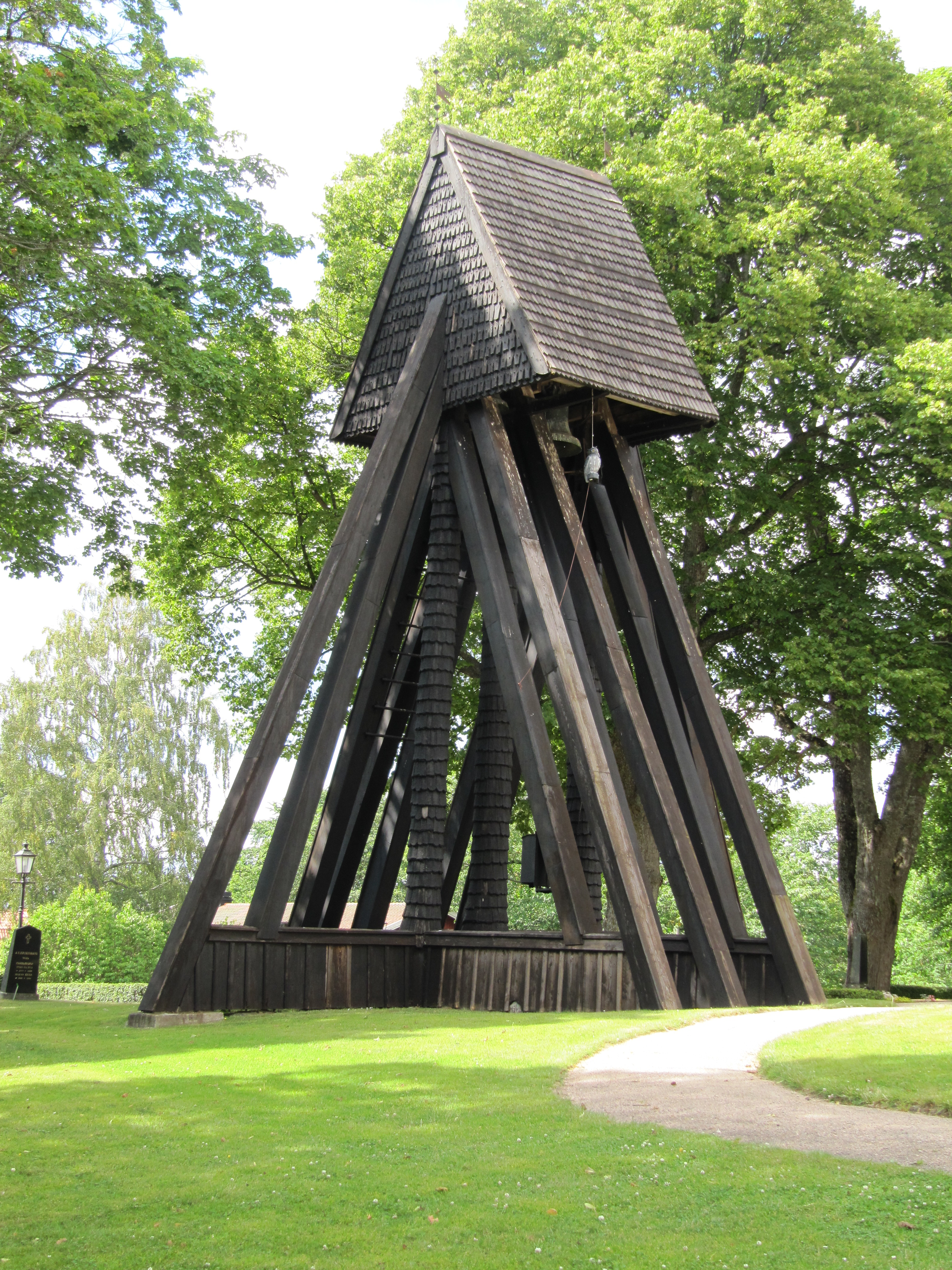
Klockstapel

### Webbkällor
- Församlingen informerar om kyrkan
- anläggningspresentation